# Fraates III de Pàrtia
Fraates III va ser rei de Pàrtia des de circa l'any 69 aC fins al 57 aC.
Sanatroces, que tenia uns 80 anys, va associar al govern al seu fill Fraates III potser l'any 77 aC. Quan Sanatroces va morir el 69 aC el seu fill Fraates III va quedar com únic rei.
La seva aliança amb Tigranes II d'Armènia contra Roma va arribar tard i Tigranes va ser derrotat. Aquesta derrota va servir perquè el rei d'Adiabene hagués de reconèixer la sobirania del rei part (65 aC). Però no Corduena que es va mantenir subjecte a Armènia tot i les reclamacions dels parts. Atropatene estava lligada també a Armènia per vincles de parentesc però la influència parta va ser, des de llavors, la principal.
Fraates III va ser assassinat el 57 aC pel seu fill Mitridates III que es va proclamar rei.